# Kwas piroglutaminowy
Kwas piroglutaminowy, 5-oksoprolina, PCA – organiczny związek chemiczny z grupy laktamów, cykliczna pochodna kwasu glutaminowego lub karboksylowa pochodna 2-pirolidonu.
Jest związkiem chiralnym i może istnieć w formie dwóch enancjomerów. Forma L (S) występuje powszechnie w organizmach, jednak rola tego związku jest słabo poznana. Tworzony jest w różnych procesach enzymatycznych, np. z L-glutaminianu, a także spontanicznie z L-glutaminy. Powstaje podczas ogrzewania kwasu glutaminowego w 180 °C, w wyniku cyklizacji połączonej z dehydratacją (w ten sposób został otrzymany po raz pierwszy w 1882 r.).

## Zastosowanie
W postaci soli sodowej jest stosowany w odżywkach do włosów, środkach nawilżających i różnorodnych kosmetykach. Należy do humektantów, czyli substancji ograniczających utratę wody i odpowiadających za utrzymanie jej w naskórku, dzięki temu zmiękcza i wygładza skórę. Ma właściwości antystatyczne. Sól ta dodawana jest także do tuszów, tonerów, barwników do papieru, perfumach oraz środkach piorących i czyszczących.